# Imari
Imari (伊万里市?) è una città giapponese della prefettura di Saga, nota come il porto di partenza della porcellana chiamata in occidente porcellana di Imari ed in Giappone come Arita-yaki (有田焼?).